# Gesubsidieerd contract
Een gesubsidieerd contract (gesco) is een arbeidsrechtelijk statuut voor werknemers bij de Vlaamse overheid, een instelling van openbaar nut en een vereniging zonder winstoogmerk (vzw) die een sociaal, humanitair of cultureel doel nastreeft.
Het statuut werd in 1989 in het leven geroepen ter vervanging van de tewerkstellingsprogramma's:
- Bijzonder Tijdelijk Kader (BTK)
- Derde Arbeidscircuit (DAC)
- Interdepartementaal Begrotingsfonds (IBF)
- Tewerkgestelde werklozen.

Sinds 1 januari 2016 zijn er geen nieuwe GESCO-banen meer bijgekomen en lopen er enkel nog uitdovende GESCO-projecten.

## Voor- en nadelen

### Werkgever
De werkgever ontvangt voor een voltijdse gesubsidieerde contractueel een loonpremie van het Vlaams Subsidieagentschap Werk en Sociale Economie van de Vlaamse overheid. Deze loonpremie kan verhoogd worden indien het een werknemer uit een van de risicogroepen betreft. Deze zijn:
- werklozen die minstens 1 jaar uitkeringsgerechtigd werkloos zijn
- personen die een leefloon of financiële maatschappelijke hulp ontvangen van een Openbaar Centrum voor Maatschappelijk Welzijn.

Daarnaast geniet de werkgever ook van een vermindering van de RSZ-werkgeversbijdragen. Wel dient hij steeds voorrang te verlenen aan de gesco-werknemer indien hij een vacante (niet gesubsidieerde) betrekking wil laten invullen.

### Werknemer
Een werknemer in een gesco-statuut heeft recht op een gewoon arbeidscontract (wet op de Arbeidsovereenkomst van 3 juli 1978) van bepaalde of onbepaalde duur. Ook ontvangt hij een identiek loon als de overige werknemer met eenzelfde functie bij dezelfde werkgever. Daarnaast mag de gesco-werknemer afwezig zijn met behoud van loon om in te gaan op werkaanbiedingen en heeft hij recht op een verkorte opzegperiode van 7 kalenderdagen (indien hij overstapt naar een andere job).